# Raquel Castro
Pour les articles homonymes, voir Castro.
Raquel Castro, née le 17 novembre 1994 dans l'État de New York, est une actrice et chanteuse américaine. À l'âge de 9 ans elle joue la fille d'un couple interprété par Ben Affleck et Jennifer Lopez dans le film Père et fille (Jersey Girl) de Kevin Smith et remporte pour ce rôle le Young Artist Award de la meilleure actrice dans la catégorie moins de 10 ans.

## Biographie
Raquel Castro nait le 17 novembre 1994, elle a deux sœurs et un frère plus âgés et un frère plus jeune David qui est également acteur.
Elle fait ses débuts à la télévision en 2002 dans un épisode de la série New York 911 (Third Watch) puis interprète la fille de Ben Affleck et Jennifer Lopez dans le film Père et fille (Jersey Girl) de Kevin Smith sorti en 2004. En 2006 elle joue dans le film Little Fugitive (en)  dont le protagoniste est interprété par son frère David Castro (en). Elle tient ensuite des rôles occasionnels dans des séries telles New York, unité spéciale en 2009, Wingin' It (en) en 2011, Awkward en 2014, avant de se voir proposer un rôle récurrent dans la saison 2 de la série Empire.
Raquel Castro veut également mener une carrière dans la musique, elle participe en 2011 à la première saison de l'émission The Voice, où elle est coachée par Christina Aguilera mais est éliminée avant la finale. En 2020 elle gagne la deuxième édition du concours Songland (en) coproduit par NBCUniversal. Elle compose à cette occasion la chanson Wrong Places qui sera reprise en single par la chanteuse H.E.R.,.

## Filmographie

### Cinéma
- 2004 : Père et fille (Jersey Girl) de Kevin Smith : Gertie Trinke
- 2006 : Little Fugitive (en) de Joanna Lipper : Destiny
- 2007 : Tracks of Color de Federico Castelluccio (en) (court métrage) : Carmen
- 2009 : L'Élite de Brooklyn d'Antoine Fuqua : Katherine (scènes coupées au montage)
- 2009 : Les Anges noirs (The Ministers) de Franc. Reyes (en) : Nereida
- 2015 : Physical Attraction de Guy Guido (court métrage) : Stacey
- 2016 : From Nowhere (en) de Matthew Newton (en) : Alyssa
- 2017 : Ten de Chris Robert : Lori
- 2019 : Already Gone (en) de Christopher Kenneally : Carmen
- 2021 : This Is the Night de James DeMonaco] : Anna Tocci

### Télévision
- 2002 : New York 911 : Moira Kenney (saison 3, épisode Faire de son mieux)
- 2005 : New York, unité spéciale : Emma Boyd (saison 7, épisode 11 Sans pitié)
- 2009 : America (en) d'Yves Simoneau (téléfilm) : Liza
- 2011 : Wingin' It (en) : JenJen (saison 2, épisode Heaven Must Be Missing an Angel)
- 2014 : Awkward : Shiri (saison 4, épisode L’Angel du bonheur)
- 2014-2015 : Liv et Maddie : South Salamanca (2 épisodes)
- 2015-2016 : Empire : Marisol (saison 2, 6 épisodes)
- 2016 : Blue Bloods : Martina Fernandez (saison 6, épisode Passage aux aveux)